# 月子餐
月子餐是中医学推荐產後婦女坐月子(醫學上稱為產褥期)時的一種飲食調理。由於中医理论认为，生產會讓婦女氣血流失，導致免疫功能降低、抵抗力不足等問題，因此在坐月子的這段時間需要透過飲食調養讓身體恢復健康。而月子餐會根據產後婦女的營養需求設計食譜，幫助婦女恢復身體健康、促進乳汁生成等。

## 產後飲食需求[1][2]
由中醫的角度來說，婦女懷胎十月至生產身體經歷了幾次重大的改變，尤其在分娩時產婦會大量出血並耗盡體力，屬於血虛體質，而產後又須哺乳，因此月子餐的目的在於強健身體、促進復原，並促進乳汁分泌，這時的飲食原則為選擇新鮮、溫和的食材，並且避免生冷、油膩的食物，以預防並幫助減緩產後的不適，如貧血、子宮縮痛、便秘、乳汁分泌少等現象。
從當代營養學的觀點來看，則是認為產後飲食以均衡攝取為原則，最重要的是獲得足夠的休息時間，避免產後憂鬱症發生。
整體而論，產後飲食應考慮三原則：一、熱量平衡，二、均衡飲食，三、哺乳需求。

### 熱量平衡
產後因哺乳需求，故需在基本熱量消耗外額外耗費約500大卡。若是將一日熱量攝取降低至1500大卡以下，便無法平衡自身代謝及哺乳所需能量。
因此若因想快速回復至產前的身材而減少熱量攝取，須先與營養師諮詢。

### 均衡飲食[4]
研究建議產後婦女均衡攝取六大類食物，在此針對水分、蛋白質、纖維素、礦物質及維生素做說明，為了有足夠的乳汁得要有充足的營養，建議每日攝取2500c.c.至3000c.c.的水分，並且選擇優質蛋白質，如深海魚、豆、蛋等，而烹調方式要以清淡為主，避免油炸，因為高脂肪容易造成乳腺堵塞；水分、蛋白質除了有助乳汁分泌，也可以促進新陳代謝並幫助身體修復。另外生產過後腸胃的蠕動力較差，因此需要足量的蔬果及雜糧促進腸胃蠕動，不過要注意攝取時機要在排氣過後，腸道重新恢復蠕動時再增加纖維素攝取，避免造成身體負擔。針對生產過程大量失血，婦女要在產後補充足量的鈣及鐵，可從小魚乾、豆類、紅肉中取得，並且要有足夠的碘來滿足媽媽與嬰兒每日所需，最後可額外補充維生素B，有助消除疲勞、穩定情緒，而維生素C則可增強免疫力，幫助鐵質吸收，以及促進傷口癒合。

### 哺乳需求
可以選擇利乳食品幫助乳汁分泌，並適量增加卵磷脂。雖然民間有許多說法，某些食物促進或抑制泌乳，但目前並無實證哪些食物會增加或抑制泌乳。
酒精有可能會由循環進入乳汁後被嬰兒攝入體內，影響嬰兒的大腦及發育，因此哺乳期飲酒須謹慎，並拉長飲酒時間與哺乳/集乳時間之間距。

## 華人文化下的月子餐

### 中醫理論
在中醫的角度，產後婦女的由於分娩時大量出血出汗，導致元氣大傷、百節空虛、陰血虛虧，因此不論產婦原本體質如何，這段時間多屬於氣血兩虛和血瘀的體質(多虛多瘀)，因此在坐月子期間，不能食用所有寒涼、生冷或辛辣刺激的食物。

另外，並非所有產婦都適合大補，因此在月子餐的食譜中，必須按部就班的進補。例如有些補品(如當歸)具有很好的補氣血的功效，但若食用過多的話，會導致口乾和便秘。

雖然產婦多為血瘀和氣血兩虛的體質，但是中醫講究「辨證論治」，在月子餐的選擇上還是需要針對每位產婦的體質皆不同，配合四季變化與環境狀況調整月子餐與藥材的調配，以免適得其反。例如體質偏寒的人士適宜溫陽補胃、體質偏熱的人士適宜滋陽補血，因此仍須依照產婦的個人體質調配月子餐與進補方式。

### 中華月子餐
依據中醫進補藥材及食材的特性，可以設計出幫助產後媽媽恢復元氣的月子餐。以下舉幾種食材為例:

當歸可以補氣血，因此可以將當歸搭配其他食材煮成月子湯來幫產後媽媽進補。比如當歸豬心湯，可以補血、改善產後暈眩及心悸失眠。當歸生薑羊肉湯，可以補血及補充蛋白質。當歸枸杞子雞湯，可以促進血液循環、補充蛋白質，另外枸杞富鐵、維生素B、纖維素、鉀、鈣、鎂，有助於恢復氣色。

米酒可以溫暖手腳、促進血液循環，可以將麻油、老薑、雞肉、米酒煮成麻油雞酒，但這道屬於比較上火氣的料理，因此適合產後媽媽經過2-3週休養之後再食用。另外將米酒煮過，酒精完全揮發之後，產後媽媽便可直接食用，有利傷口復原、產後恢復，以及改善體虛、貧血、缺奶的情況，另外米酒中也含大量維生素、氨基酸、糖分，可以滋陰補腎，提高新陳代謝作用。

## 各地習俗

### 台灣
台灣由於中華文化的因素，月子餐常常會與中醫結合，例如會依據產後婦女體質不同(氣血虛弱型、氣血鬱滯型、體力勞動型、生產多胎型等)而有不同的食補。
另外，由於產後泌乳的需求，一天當中通常會飲用促進乳汁分泌的湯品與飲品，如高蛋白質湯品(麻油雞湯、山藥排骨湯、黃耆烏骨雞湯)、高蛋白飲品(豆漿、鮮乳、豆奶)、泌乳茶、中藥茶(養肝茶、杜仲茶)等。

### 美國
美國並沒有像一些亞洲國家有「月子餐」這種傳統習俗，但營養師也有提出一些飲食建議讓婦女們能夠維持哺乳期所需的營養以及幫助恢復身體機能，這些飲食建議有些是參照食物本身的營養素或是食物帶給身體的好處（食用鮭魚、豬肝、雞腳、瘦的紅肉、明蝦/青木瓜、菠菜、豆類、豆腐、柑橘類燕麥/蛋、乳製品/糙米/水），有些則是參照其他國家的月子餐（餐點使用的香料可加入薑黃、黑胡椒、米酒/可用葫蘆巴籽來泡熱茶）來給予建議。

### 日本
日本婦女坐月子時吃的餐點和一般常見的和食很像，但會更注重營養均衡，像是主食以米飯或烏龍麵為主，以確保攝取足夠能量、在沙拉或味噌湯中添加富含鐵質與維他命的食材、主菜中蛋豆魚肉類也要均衡，以及包含乳製品來攝取足夠的鈣。。
日本的長野縣(或稱作信州)，有產後媽媽會吃鯉魚的習俗，古代時大家營養普遍不良，生產後的婦女狀況更是不好，因為想變得像鯉魚一樣強壯，因此吃鯉魚，現在還有吃鯉魚的習慣則是因為乳汁會比較容易產出。

### 韓國
韓國的婦女利用產後的21天（在韓國稱為三七天）調理、幫助產後子宮收縮排出不好的東西。老一輩的人認為海帶湯可促進乳汁分泌，而海帶芽含有豐富的鈣質、鐵質及可以促進腸胃蠕動的膳食纖維，對產後婦女來說是營養且不會有太多負擔的好食物。另外常吃的還有牛肉及南瓜，可以補充元氣。通常產後要避免辣食，但韓國家庭傳統的飲食習慣常常有辣食，因此除非去專門的月子中心，不然可能較難避免。

### 德國
德國婦女會喝一種酒精含量很低的黑麥啤酒來增加乳汁分泌，黑麥啤酒含豐富氨基酸及維他命B，熱量、含糖量也很高，適合幫助孕婦恢復體力及獲得營養。

## 批評
華人文化認為生產過後元氣大傷，因此採用食補方式調理身體並避免生冷食物，然而產後大補的觀念並非全然正確，像是麻油雞這道常見的食補料理，雖然營養豐富但其烹調方式使其脂肪含量高又缺乏纖維素，對於產後尚未恢復蠕動的消化道是一大負擔，若餐餐進食將導致便秘及上火的問題，也有可能造成乳腺堵塞，此外麻油雞的料理過程中常加入米酒，認為更能滋補身體，但是酒精過多可能造成過敏現象，酒精也會經由母乳進入嬰兒體內影響發育，因此料理上需注意用量，並確保酒精在料理過程中完全揮發。另外月子餐中也常見花生、豬腳、內臟等食材，雖然花生、豬腳屬於利乳聖品，但是脂肪膽固醇高，產婦本身若有高血壓及高血脂則應該避免；而內臟食材在傳統觀念中認為有助於補血，但是內臟容易殘留毒素及重金屬，尤其豬肝、豬腎皆屬於解毒器官，殘留毒素的機率高，反而在無形中危害身體健康。
傳統觀念認為除了進補改善體虛外，也要避免攝取生冷食物，否則會不利氣血循環並造成脾胃消化吸收功能障礙，而蔬果皆屬此類；然而營養師認為產後婦女活動量已大幅降低，腸胃道也剛復原，導致本身的蠕動力不足，若再減少纖維素的攝取則會有便秘問題，因此營養師建議並非所有蔬果的屬性都是寒涼食材，除了透過烹調方式改善外，也可選擇蘋果、芭樂等平、熱性水果，並選擇中午時段攝取，便能改善此問題。另外月子餐料理講求清淡為主，然而過度清淡甚至是一點鹽都不加，反而會造成身體缺水、體內離子失衡，更不利於身體復原。